# Nombre vampire
En théorie des nombres, un nombre vampire (ou nombre vampire vrai) est un nombre composé v, avec un nombre pair de chiffres n, qui peut être factorisé en deux entiers naturels x et y chacun ayant n/2 chiffres et n'ayant pas tous les deux des zéros à la traîne, où v contient tous les chiffres de x et de y, dans n'importe quel ordre. x et y sont appelés les crocs.
Par exemple : 1260 est un nombre vampire, avec 21 et 60 comme crocs, puisque 21 × 60 = 1260. Néanmoins, 210 × 600 = 126 000 ne l'est pas, puisque 210 et 600 ont des zéros à la traîne.
Les premiers nombres vampires apparurent en 1994 dans un message de Clifford Pickover sur le groupe Usenet sci.math, et l'article qu'il a écrit plus tard fut publié dans le chapitre 30 de son livre Keys to Infinity. Les nombres vampires forment la suite A014575 de l'OEIS :
| n  | Les nombres vampires de longueur n                            | leur nombre |
| -- | ------------------------------------------------------------- | ----------- |
| 4  | 1 260, 1 395, 1 435, 1 530, 1 827, 2 187, 6 880               | 7           |
| 6  | 108 135, 129 640, … , 516 879                                 | 148         |
| 8  | 10 025 010, 10 042 510, 10 052 010, …                         | 3 228       |
| 10 | 1 000 174 288, 1 000 191 991, 1 000 198 206, 1 000 250 010, … | 108 454     |
| 12 | …                                                             | 4 390 670   |
| 14 | …                                                             | 208 423 682 |

Un nombre vampire peut avoir des paires distinctes multiples de crocs, bien que la plupart en aient seulement une paire.

## Variantes
Les nombres pseudovampires sont similaires aux nombres vampires, excepté le fait que les crocs d'un nombre pseudovampire de n chiffres n'ont pas besoin d'être de longueur n/2 chiffres. À cause de cela, les nombres pseudovampires n'ont pas besoin d'avoir un nombre pair de chiffres.
Carlos Rivera définit un nombre vampire premier comme un nombre vampire vrai dont les crocs sont ses facteurs premiers. Les premiers nombres vampires premiers sont :
117 067, 124 483, 146 137, 371 893, 536 539.